# Coloscopie
 (juin 2022).
Si vous disposez d'ouvrages ou d'articles de référence ou si vous connaissez des sites web de qualité traitant du thème abordé ici, merci de compléter l'article en donnant les références utiles à sa vérifiabilité et en les liant à la section « Notes et références ».

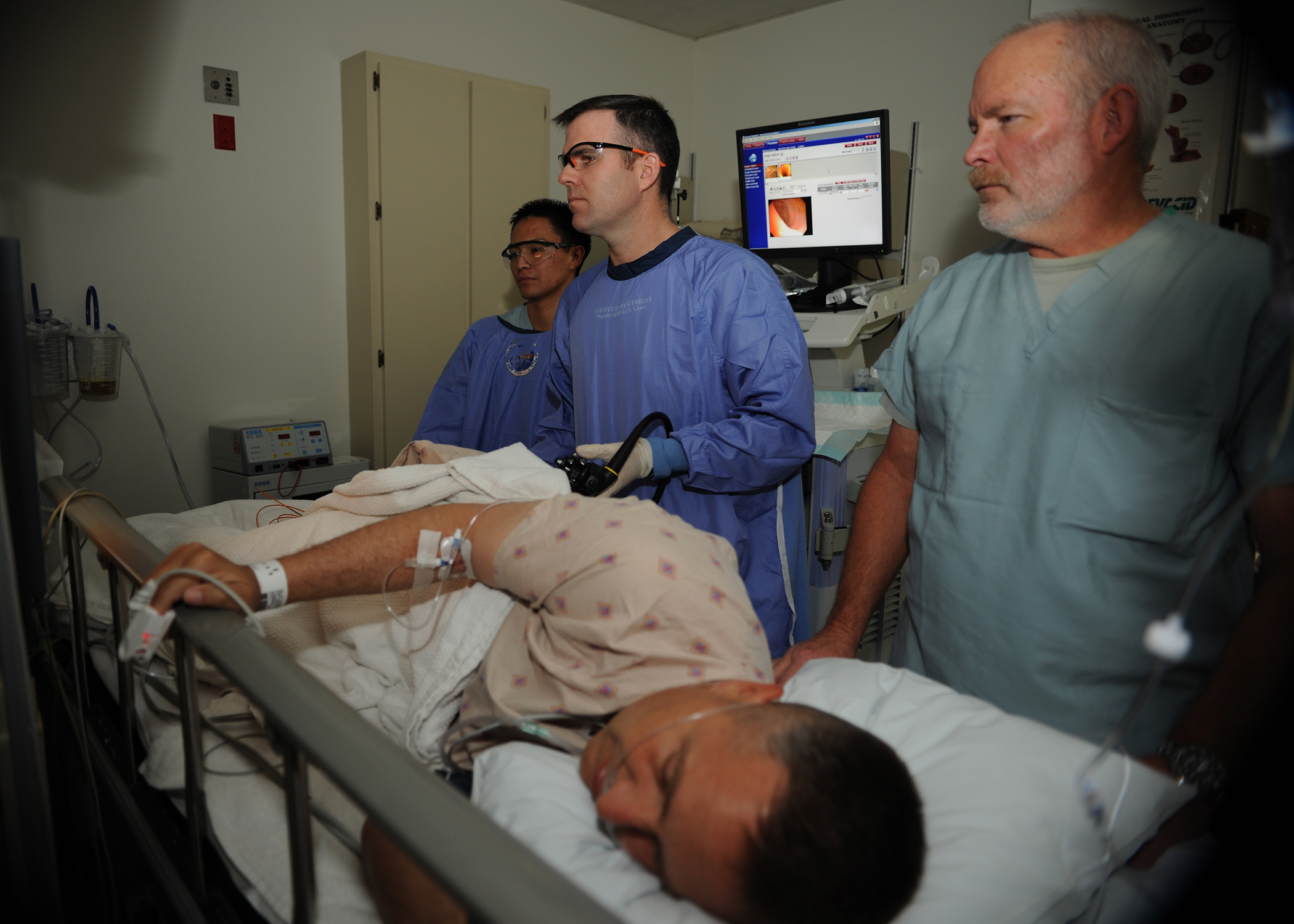
Une équipe médicale réalise une coloscopie.

La coloscopie ou colonoscopie est l'examen visuel du côlon par l'intermédiaire d'une sonde appelée coloscope. C'est une endoscopie digestive, une méthode invasive d'exploration et d'imagerie médicale, permettant l'exploration du rectum et de la totalité du côlon jusqu'à la jonction iléo-colique (intestin grêle). La longueur de tube digestif explorée est d'environ 1,50 m.
L'examen de coloscopie, qui concerne l'exploration et/ou l'intervention dans le côlon, peut être pratiqué dans un but diagnostique (par la recherche de tumeur) et thérapeutique (l'ablation de polypes : petite excroissance qui se développe sur les muqueuses, une tumeur bénigne qui peut se transformer en cancer).

## Anatomie du côlon
Le côlon humain est un segment du gros intestin situé entre le cæcum et le rectum, dans la cavité abdominale. C'est un organe musculaire d’environ 1,5 mètre de long et de 8 centimètres de diamètre. Il possède trois fonctions importantes de l’organisme : l'absorption des aliments pas encore digérés, la digestion et la concentration des matières fécales, le stockage et l'évacuation maîtrisée des selles. Il n'est pas considéré comme un organe vital. Sur le plan fonctionnel, le côlon se divise en plusieurs segments : le côlon droit (côlon ascendant) et le côlon gauche (côlon descendant) séparées par le côlon transverse. Le côlon droit (cæcum et côlon ascendant) joue un rôle majeur dans l’absorption de l’eau et des électrolytes, de même que dans la fermentation des sucres non digérés. Le côlon gauche (côlon descendant, côlon sigmoïde) et le rectum interviennent surtout dans l’entreposage et l’évacuation des selles.

## Description de la technique

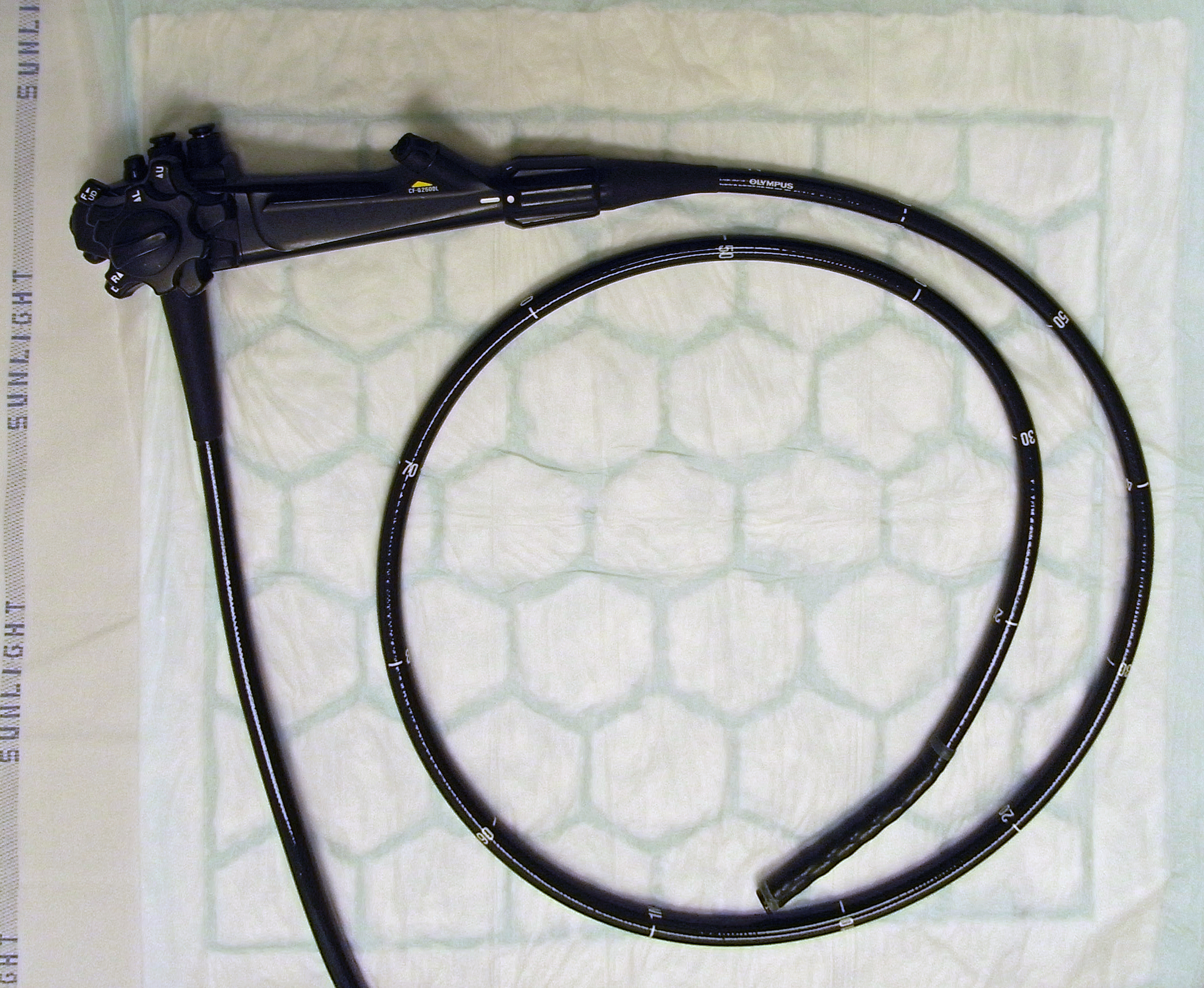
L'instrument utilisé est un coloscope, ici Olympus XQ260 variable stiffness video colonoscope.

L'examen est conduit le plus souvent sous anesthésie, après avoir vidé le côlon de ses matières fécales (régime sans fibre + préparation colique).
Le coloscope est inséré par l'anus puis glissé peu à peu dans l'intestin et dirigé par l'opérateur à l'aide de manettes. Ce dernier insuffle un peu d'air afin de décoller les parois et progresser prudemment. Le premier objectif est d'arriver au tout début du côlon (cæcum), à la limite de la valvule iléo-cæcale (jonction avec l'iléon). La visualisation des parois coliques se fera lors du retrait progressif de l'appareil.
Le coloscope est pourvu d'une source lumineuse, d'un système optique (soit par fibres optiques soit par caméra vidéo), et d'un ou plusieurs canaux opérateurs. Ces derniers permettent d'insuffler de l'air, d'aspirer l'eau ou de laver et surtout de faire passer des pinces pour les prélèvements de petits morceaux de muqueuse (biopsie) ou d'utiliser des instruments à visée thérapeutique (anse diathermique pour enlever un polype par exemple).

Si un polype est enlevé, il est récupéré pour être examiné au laboratoire d'anatomo-pathologie.

## Préparation nécessaire
L'examen peut être conduit sous anesthésie générale ou sous sédation légère. Le sédatif de loin le plus populaire est le midazolam, dont l'effet amnésiant évite que le patient ne se souvienne de l'inconfort qu'il a ressenti. Cette amnésie a aussi pour conséquence une incompréhension du patient qui oublie les explications fournies par le gastro-entérologue durant l'examen. Cela va parfois jusqu'à croire que l'examen n'a pas été effectué. Un autre produit très utilisé est le Propofol (nom commercial : Diprivan)
Le côlon doit être vidé de ses matières fécales. Pour cela, le patient doit suivre une diète liquide deux à quatre jours avant l'examen, afin de diminuer la quantité de déchets dans l'intestin.
Il doit également suivre un régime sans fibre (régime où il faut supprimer les légumes, fruits, crudités, pain frais, etc.), également dit « sans résidu », pendant les 48 heures précédant l'examen. Le médecin lui prescrit alors une préparation colique (qui entraine une diarrhée) à boire ou des comprimés à avaler de manière à évacuer toutes les matières fécales. Ces médicaments doivent être pris la veille et quelques heures avant l’examen. Il peut s'agir de PEG4000 type Colopeg la veille (environ ¾ litre dilué, voire 3 à 4 litres pour d'autres préparations, type Klean Prep), mais il existe aussi des comprimés à prendre avec le liquide que l'on veut (eau, café léger, thé léger, soda, jus de fruits sans pulpe, bouillon de légumes filtré, etc.). Nom commercial Colokit. Ces comprimés sont à base de phosphate de sodium. Une préparation nécessite d'en prendre 32, ce qui en pratique est souvent mal accepté par le patient. Aussi efficace que le PEG, cette préparation est souvent mieux acceptée par les patients.
Une étude de 2012 a montré que l'ingestion de l'équivalent de huit gouttes d'huile essentielle de menthe poivrée quatre heures avant la coloscopie permet de rendre celle-ci plus agréable à la fois pour le patient et pour le gastro-entérologue. La menthe poivrée diminue en effet les spasmes naturels du côlon.

## Facteurs de risques

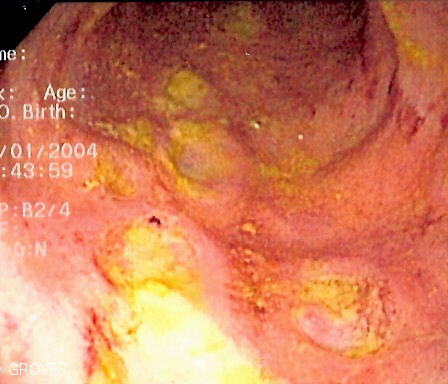
Observation d'ulcérations profondes de la muqueuse sigmoïde liées à la maladie de Crohn au cours d'une coloscopie.

La coloscopie est indiquée dans les bilans de :
- antécédents familiaux ou personnels de cancer ou de polypose adénomateuse familiale ;
- saignements d’origine digestive ;
- diarrhée chronique ;
- douleurs abdominales inexpliquées.

## Indications de la coloscopie
Les principales indications sont :
- recherche de polypes ou cancers dans le cadre du dépistage du cancer du côlon (17 500 décès par an en France en 2011) ;
- recherche des causes d'un saignement intestinal ;
- recherche des causes de douleurs abdominales inexpliquées (essentiellement après 45 ans) ;
- recherche des causes d'une diarrhée chronique (durant depuis plusieurs semaines) ;
- suivi de patients ayant des maladies intestinales bien identifiées ou des facteurs de risque connus (cancer, maladies inflammatoires chroniques intestinales (MICI), antécédents de polypes).

Dans tous ces cas, la coloscopie permet de faire le point sur l'origine de douleurs, de ballonnements ou encore de saignements. C'est aussi l'examen de référence pour dépister un cancer du côlon.
Contre-indications rares mais importantes : sigmoïdite diverticulaire aiguë (complication d'une diverticulose) avec fièvre car risque de perforation ou dans les suites immédiates d'un infarctus du myocarde.

## Incidents et accidents
Il s'agit d'un examen non douloureux mais désagréable, ce qui peut en limiter l'utilisation en l'absence d'anesthésie générale.
Les complications incluent :
- perforation colique (moins de 0,1 %)[4] ;
- hémorragie en cas de biopsie ou d'ablation de polypes (moins de 0,5 %)[4], parfois plus de sept jours après le geste ;
- diverticulite : c’est une infection des diverticules du segment sigmoïde du côlon. Les diverticules sont de petites hernies de la muqueuse intestinale au travers de la paroi musculaire du côlon ;
- risque infectieux ;
- explosion colique.

Le taux de décès dû à l'examen est de 0,01 %. Le risque de décès est quatre fois plus important chez les plus de 79 ans que chez les 50-74 ans.

## Techniques alternatives
- Le lavement baryté est un examen radiographique consistant à opacifier le côlon en effectuant un lavement par un liquide radio-opaque. L'insufflation d'air permet de mieux visualiser certaines anomalies des parois (double contraste). Cet examen est mieux toléré chez le sujet fragile mais apporte moins de renseignements que la coloscopie. Il tend à être remplacé par :
- Le coloscanner (ou coloscan). L'examen radiologique est cette fois remplacé par un scanner et nécessite seulement une insufflation d'air pour ouvrir la lumière du côlon. Elle permet une reconstitution tridimensionnelle de l'intérieur du côlon pouvant aller jusqu'à une coloscopie virtuelle grâce à des logiciels de post-traitement de plus en plus puissants. Cet examen ne permet naturellement pas d'effectuer des prélèvements sur les anomalies constatées.
- Le toucher rectal, au cours de ce test, le médecin insère un doigt ganté dans la cavité rectale afin de détecter les anomalies. Il est utilisé à partir de 50 ans au cours des visites médicales de routine, à la recherche d'éventuelles lésions de la prostate ou du rectum.
- La sigmoïdoscopie est un examen à l'aide d'un tube souple et flexible, similaire au coloscope, mais plus court. Pour ce test diagnostique, le médecin peut examiner la partie inférieure du côlon, effectuer une biopsie, et retirer des polypes ou détecter la présence de tumeur. C'est un examen plus rapide mais moins complet qui utilise un coloscope plus court et permet l'exploration du rectum et du côlon sigmoïde, soit 60 cm de tube digestif.
- Des scientifiques ont mis au point un robot capable de s'introduire dans le rectum du patient. Utilisant neuf ressorts en alliage à mémoire de forme et des mouvements ondulés similaires à la façon dont l’intestin fonctionne, cet appareil progresse dans le colon de manière plus fluide qu'une sonde classique. Cela rend l'examen médical plus agréable pour le patient et évite les risques de perforation de la paroi intestinale[6].

## Situation actuelle du cancer colorectal
Le cancer du côlon-rectum est le deuxième cancer le plus fréquent chez la femme et le troisième chez l’homme. Le nombre de cancers colorectaux devrait augmenter en France au cours des prochaines années pour atteindre 45 000 nouveaux cas annuels en 2020. Environ 60 % des cancers colorectaux touchent le côlon et 40 % le rectum, où la localisation principale est le sigmoïde (dernière partie du côlon).
La France fait partie des pays dans lesquels le risque de cancer colorectal est élevé, tout comme les autres pays d'Europe de l'Ouest, les États-Unis, l'Australie et, plus récemment, le Japon.
Sur la période 2003-2007, le cancer colorectal a fait en moyenne chaque année 8 690 victimes chez les hommes et 7 740 chez les femmes.
Le taux de mortalité du cancer colorectal a diminué de 21 % en vingt ans. Cette tendance favorable de la mortalité résulte des progrès réalisés dans la détection de la maladie grâce à un diagnostic plus précoce, à l’amélioration de la prise en charge thérapeutique et à une diminution de la mortalité opératoire.

## Coloscopie chez l'enfant
La coloscopie est une exploration visuelle, qui sert à mettre en évidence des anomalies du côlon. Cette technique est essentielle pour déterminer l'origine des symptômes digestifs présentés par l’enfant. Le traitement destiné à la vidange colique par comprimés (Colokit) ne peut être utilisé que pour les personnes de plus de 18 ans.

### Les appareils
Les endoscopes doivent être adaptés au poids de l’enfant. Il convient donc d’utiliser un matériel pédiatrique adapté. Pour les explorations du côlon chez le nouveau-né et le nourrisson, comme il n’existe pas de coloscope adapté à cette classe d’âge, on utilise un gastroscope pédiatrique. De deux à douze ans, on utilise un coloscope pédiatrique de diamètre inférieur à 11 mm. Après douze ans, il est possible d’utiliser un coloscope pour adulte.

### Préparation colique
Au cours des journées précédant le test, l'enfant doit prendre des médicaments par voie orale pour évacuer toutes les matières fécales et boire de grandes quantités de liquides clairs. Il ne doit rien manger et il ne doit pas boire de liquide opaque durant cette période et jusqu’à l’examen. Ceci permet d’éviter de diminuer l’effet de la sédation ou de l’anesthésie requise pour effectuer la coloscopie. Il faut faire attention : une bonne préparation du côlon est indispensable. Elle permet un examen de meilleure qualité et réduit les risques.

### Techniques d’anesthésie
La coloscopie se déroule toujours, quel que soit l’âge de l’enfant, sous anesthésie générale. La consultation d’anesthésie préalable est obligatoire. L’examen se déroule sous la surveillance du médecin anesthésiste. La surveillance de l’enfant, après la sédation, sera réalisée par un personnel formé à la pédiatrie dans des locaux adaptés comprenant un monitorage comparable à celui utilisé pendant l’anesthésie.

### Après l'examen
Une fois que l’enfant est réveillé et en état de boire, il peut rentrer à la maison et recommencer à manger normalement. Certains enfants peuvent se sentir malades après le test et doivent être surveillés pendant quelque temps jusqu’à ce qu’ils se sentent mieux. Dans les suites de l’examen, l'apparition ou la persistance anormale de douleurs abdominales, de sang rouge ou de selles noires, de fièvre ou de frissons, imposent de prévenir votre gastro-entérologue, votre médecin traitant ou l'établissement où a été pratiquée la coloscopie.

### Indications
Un enfant peut avoir besoin d’une coloscopie pour plusieurs raisons, notamment par la présence de sang dans les selles, de diarrhées de cause inconnue, de douleurs abdominales pouvant résulter d’une inflammation intestinale ou encore d'un suivi d’un état chronique affectant le revêtement des intestins.

### Complications
Les complications chez l’enfant sont les mêmes que chez l'adulte.

## Histoire
Dans les années 1960, le Dr Niwa et le Dr Yamagata de l'Université de Tokyo ont commencé à concevoir le colonoscope. Après 1968, le Dr William Wolff et le Dr Hiromi Shinya ont été les pionniers de son développement ,.Leur invention, en 1969 au Japon, était une avancée par rapport au lavement baryté et au sigmoïdoscope flexible, car elle permettait de visualiser et d'éliminer les polypes de tout le gros intestin. Wolff et Shinya ont plaidé pour leur invention et ont publié une grande partie des premières preuves nécessaires pour surmonter le scepticisme quant à l'innocuité et à l'efficacité de l'appareil.
À la suite de l'apparition des capteurs de type CCD, le marché des colonoscopes est principalement dominé par Fujifilm, Olympus et Hoya au Japon.
En 1982, le Dr Lawrence Kaplan du Aspen Medical Group à St.Paul, MN, USA a rapporté une série de cent coloscopies et endoscopies supérieures consécutives effectuées dans une clinique indépendante, éloignée d'hôpitaux classiques. Ceci démontrait la fiabilité, la sécurité, ainsi que l'intérêt économique de telles procédures ambulatoires.